# 東京ワンダーツアーズ
『東京ワンダーツアーズ』（とうきょうワンダーツアーズ）は、日本テレビ系で2005年9月 - 2006年3月に放送された実験的なドラマである。全4回。
2004年度に放送された『東京ワンダーホテル』に続く、フィクションとノンフィクションの交錯する新しいタイプのドラマ「東京ワンダーシリーズ」（企画・構成:小山薫堂）の第2弾である。
これまでの旅行やガイドブックなどでは伝えきることの出来ない東京の新しい魅力を提案する「東京専門の旅行代理店」を舞台に、ドラマの中で生まれた旅のアイデアを現実世界でも「東京ワンダーツアーズ社」として運営し展開していくというものである。

## コマーシャルについて
番組協賛スポンサーの読売新聞、日産自動車、NTTドコモの各社がこのドラマのための特別ヴァージョンによるコマーシャルも製作し劇中で放送していく。この番組のコマーシャルはとても特殊的で、番組からシームレスに移行するCMである。CMはすべて1分間、2本であり、CMの前に告知が入るものの（法令により）、番組とつながる形式のCMである。また、番組中にもスポンサー商品を多用したり、お店や店主など実在の物件や本人を登場させたりしている。

## キャスト
- 中村みどり（元航空会社の客室乗務員から転進）：白石美帆（ドラマ初主演）

元航空会社のキャビン・アテンダント。結婚を間近に控え寿退社したが、婚約破棄。傷心していたところを、豪や恒平に魅力的な東京を案内してもらい、東京の魅力を伝える旅行代理店「東京ワンダーツアーズ社」を立ち上げようと決心する。
- 恩田豪：要潤

みどりの学生時代の同級生。自転車便のアルバイトをしていた。みどりにフラれた過去を持つ。みどりらと共に、「東京ワンダーツアーズ社」を立ち上げる。
- 渡辺恒平：小泉孝太郎

人気上昇中のカメラマン。交友関係も広く派手な暮らしだが、なぜか本命の彼女をゲットできない。豪の親友で、大学時代に隅田川の屋形船で一緒にバイトをしていた仲間。「東京ワンダーツアーズ社」の社員。
- 白州信治郎：藤村俊二

豪と恒平の前に突如現れた謎の老人。行き詰った二人に、いつも何かにつながるアドバイスをする。

## 放送日時
- 第1回 2005年9月24日 24:50 - 25:50
- 第2回 2005年12月24日 24:50 - 25:50
- 第3回 2006年2月25日 24:50 - 25:50
- 第4回 2006年3月20日 22:30 - 23:30